# اردک سوت‌زن شکم‌سیاه
اردک سوت‌زن شکم‌سیاه (نام علمی: Dendrocygna autumnalis) که به نام اردک سوت‌زن نوک‌سرخ نیز شناخته می‌شود گونه‌ای پرنده از تیره مرغابیان است. این پرنده از جنوب تگزاس تا شمال آرژانتین یافت می‌شود.

## توصیف ظاهری
اندازه بدن این اردک میان ۴۸ تا ۵۳ سانتی‌متر است. مشخصه آن نوک قرمزرنگ و پاهای صورتی‌رنگش است. رنگ سر آن قهوه‌ای است با شکمی سیاه‌رنگ و نواری سفیدرنگ و بزرگ بر بال. اردک‌های جوان رنگ روشن‌تری دارند و در زیر بدن قهوه‌ای هستند و نوک و پاهایشان به رنگ قهوه‌ای-آبیند.

## زیرگونه‌ها
دو زیرگونه در حال حیات این اردک وجود دارند که در اندازه بدن با هم تفاوت دارند:
- D. a. autumnalis که در ۱۷۵۸ توسط لینه شناسایی شد.
- D. a. discolor که در ۱۸۷۳ توسط اسکالتر و سالوین شناسایی شد.